# فاجعه (فیلم ۱۹۴۸)
فاجعه یک فیلم درام آمریکایی است که به کارگردانی ویلیام اچ پاین و نویسندگی توماس آهارن در سال ۱۹۴۸ منتشر شد. در این فیلم ریچارد دنینگ، ترودی مارشال، دامیان اوفلین، ویل رایت، جیمز میلیکان و جک لمبرت بازی می‌کنند. این فیلم در تاریخ ۳ دسامبر ۱۹۴۸ توسط پارامونت پیکچرز اکران شد.

## داستان
مظنون به قتل، جیمز رید توسط کارآگاه پلیس لس آنجلس، دیربورن، به یک سایت ساخت و ساز تعقیب می‌شود. پس از اجتناب از دستگیری، جیمز با نام مستعار توسط رئیس ساخت و ساز پاپ هانسفورد استخدام می‌شود، که دخترش جری به اداره تجارت کمک می‌کند. مهارت جیمز در ساخت و ساز رئیسان را تحت تأثیر قرار می‌دهد، آنها از کارگر سام پین می‌خواهند که مرد جدید را زیر بال خود بگیرد. پین خیلی زود نسبت به جذابیت آشکار عاشقانه جری به جیمز حسادت می‌کند.
پاپ تصمیم می‌گیرد جیمز را پس از یک حادثه داربست از کار اخراج کند، تقریباً باعث مرگ پین می‌شود، اما او به او پول قرض می‌دهد و نشان می‌دهد که کارآگاه دیربورن برای پرسیدن سؤال به آنجا آمده‌است جیمز توضیح می‌دهد که پس از مشاهده فرار جوشکار، فراستی داونپورت، از صحنه جنایت چگونه به دروغ به قتل رئیس قبلی ساخت و ساز خود متهم شد. پاپ آگهی برای جوشکار در نظر می‌گیرد، به این امید که فراستی برای این کار اقدام کند، کاری که می‌کند. یک حادثه در محل، پاپ را در زیر یک تیر قرار می‌دهد. جیمز قادر است او را نجات دهد و همچنین مجبور به اقرار از فراستی شود و نام او را با پلیس پاک کند.

## بازیگران
- ریچارد دنینگ در نقش جیمز رید / بیل ویات
- ترودی مارشال در نقش جری هانسفورد
- دامیان اوفلین در نقش کارآگاه دیربورن
- ویل رایت در نقش پاپ هانسفورد
- جیمز میلیکان در نقش سام پین
- جک لمبرت در نقش فراستی داونپورت
- جاناتان هیل در نقش کمیسر پلیس جروم